# Megszállottak (film, 2018)
A Megszállottak 2018-ban bemutatott színes magyar játékfilm. A Pozsgai Zsolt által – saját ötletéből – rendezett mű a Reformáció Emlékéve alkalmából készült. A történet Kálvin és Loyolai Ignác „lehetséges, ám meg nem valósult, fiktív” találkozását dolgozza fel, mutatja be. A kereszténység e két nagy alakja – annak ellenére, hogy a tér – és időbeli lehetőségek adottak voltak – sosem találkozott egymással.

## Cselekmény
A kálvinizmus megalapítója és a jezsuita rend megszervezője életükben elvben egyszer találkozhattak, 1536-ban, Genfben. Kálvin akkor 27 éves volt, Ignác 45. Kálvin egy évvel ezelőtt még Franciaországból menekült Ferrarába, ahol Renata ferrarai hercegnő fogadta be több más protestáns gondolkodóval együtt. Itt Kálvin tanítója és lelkipásztora is volt a hercegnőnek. Innen került aztán Genfbe, ahová Guillaume Farel hívta, Kálvin régi barátja, szintén nagynevű reformátor. Farel ragaszkodott hozzá, hogy Kálvin Genfben folytassa működését. Loyolai Ignác abban az időben tanult Párizsban, amikor Kálvin is, még ismerhették is egymást. De Kálvin a protestantizmus felé haladt, Loyolai Ignác pedig az őt ért látomások hatására a római egyház megerősítésén munkálkodott. 1536-ban már egy lelkes csapattal indult el Párizsból Velencén át a Szentföld felé, lényegében már az új rend megalapításának igényével. Útközben haladt át Svájcon. Itt találkozott a két nagy gondolkodó. Farel nyilvános vitát kezdeményezett, hogy Lausanne népét is, hasonlóan a genfiekhez és a bazeliekhez megtérítse reformátusoknak. Lausanne bazilikájában történt a nyilvános hitvita. Farel először egy helyi katolikus pappal vitázott, de már látnivaló volt, hogy a katolikus pap nem győzi az érvelést – ekkor lépett helyére az ott időző Loyolai Ignác. Farel kezdett alulmaradni a két napig is elnyúló hitvitában. Az eseményt eredetileg csak szemlélő Kálvin barátja helyébe lépett, és a fő csatát ő vívta meg Loyolai Ignáccal. Itt már két, a végletekig elkötelezett, a saját hitét fanatikusan valló ember feszült egymásnak. Sok mindenről esett szó, szentírás valódi értelmezéséről, de a világi hatalmakról, a demokráciáról, az emberi kapcsolatokról – két szemszögből. Kálvin váratlan segítséget kapott, amikor megjelent a ferrarai hercegnő, Renata is három kis gyermekével, el kellett hagynia egy időre városát protestáns nézetei miatt, és Genfbe utazott átmenetileg, ahol hírét vette a hitvitának. A hercegnő is beállt a vitába, ami nagyban befolyásolta a lausannei-nép rokonszenvét az új tanok iránt.
És végül győznek, Lausanne városa is beáll a svájci városok sorába, ahol a reformáció nem csak hogy megtűrt, hanem szinte egyedüli is. Loyolai Ignác azonban ebből a vereségből is előnyt kovácsolt magának, saját személyében még jobban hiszi, hogy a saját útját kell járnia. Második napon, a vita végén fel is keresi Kálvint a szállásán, és mint nemes ellenfelek, mint valóban két méltó nagy személyiség búcsúznak el egymástól.
A film tehát Kálvin Genfbe érkezésétől Lausanne „behódolásáig” követi végig az eseményeket. Vitáját Farellel, aki mindenáron itt akarja tartani. Loyolai Ignác érkezését, tapasztalatait, majd kettejük szikrázó vitáját. És még egy lényeges szál: Kálvin és a ferrarai hercegnő viszonya. Renatával való találkozása Ferrarában egy évvel azelőtt meghatározta Kálvin további életét. A két ember a rokonszenven túl valami nem földi vonzódást is érzett egymás iránt, nem véletlen, hogy Kálvin egész életében levelezett a grófnővel, sőt, nagyon sokszor fel is kereste.

## Szereplők
- Szabó Máté – Kálvin[4]
- Lux Ádám – Loyolai Ignác[4]
- Quintus Konrád – Farel
- Árpa Attila – Níyer
- Fésűs Nelly – Catrin
- Nagy Nati – Renáta
- Koncz Gábor – De La Fonge
- Orosz Csenge – Lucie
- Varga Tamás – Bíró
- Gerdesits Ferenc – Elnök
- Janik László – Püspök
- Gula Péter – Francia király
- Takács Máté – Virat
- Benkó Luca – Apáca
- Bakó Krisztián –

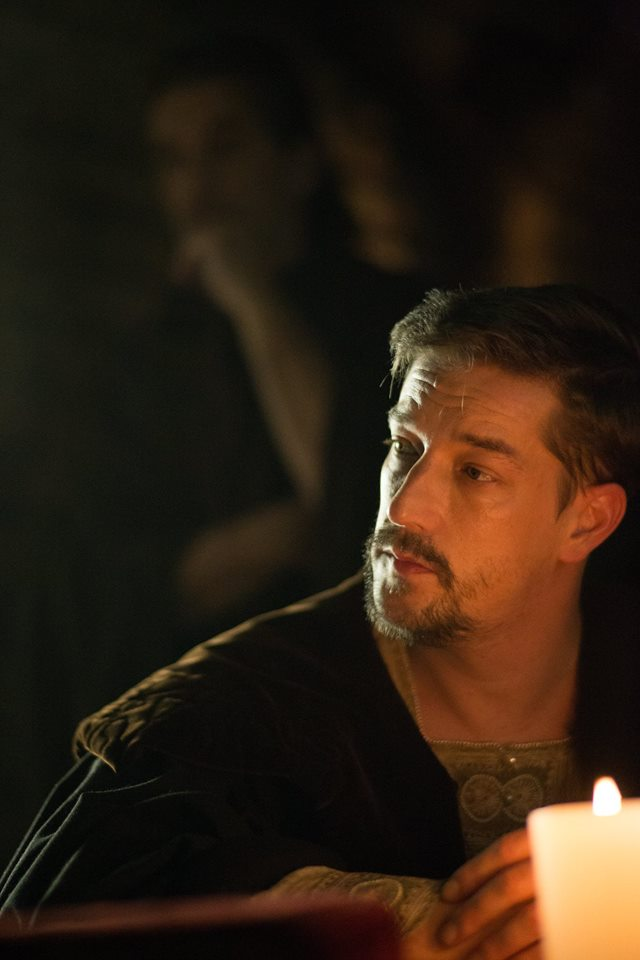
Kálvin
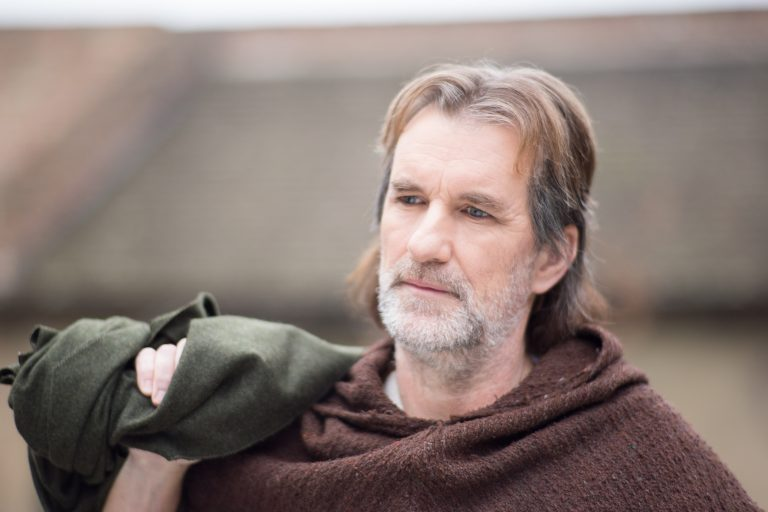
Ignác
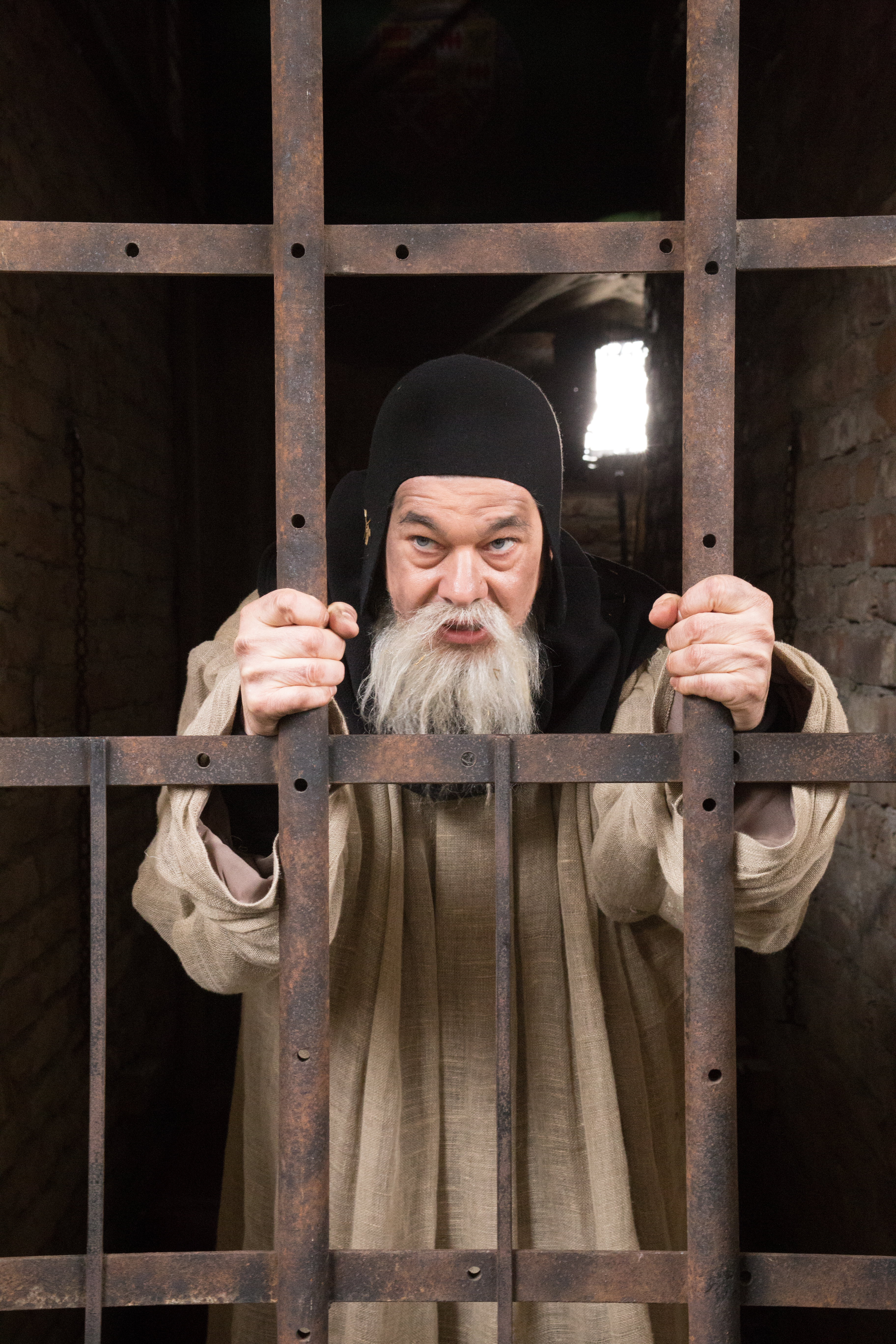
Farel
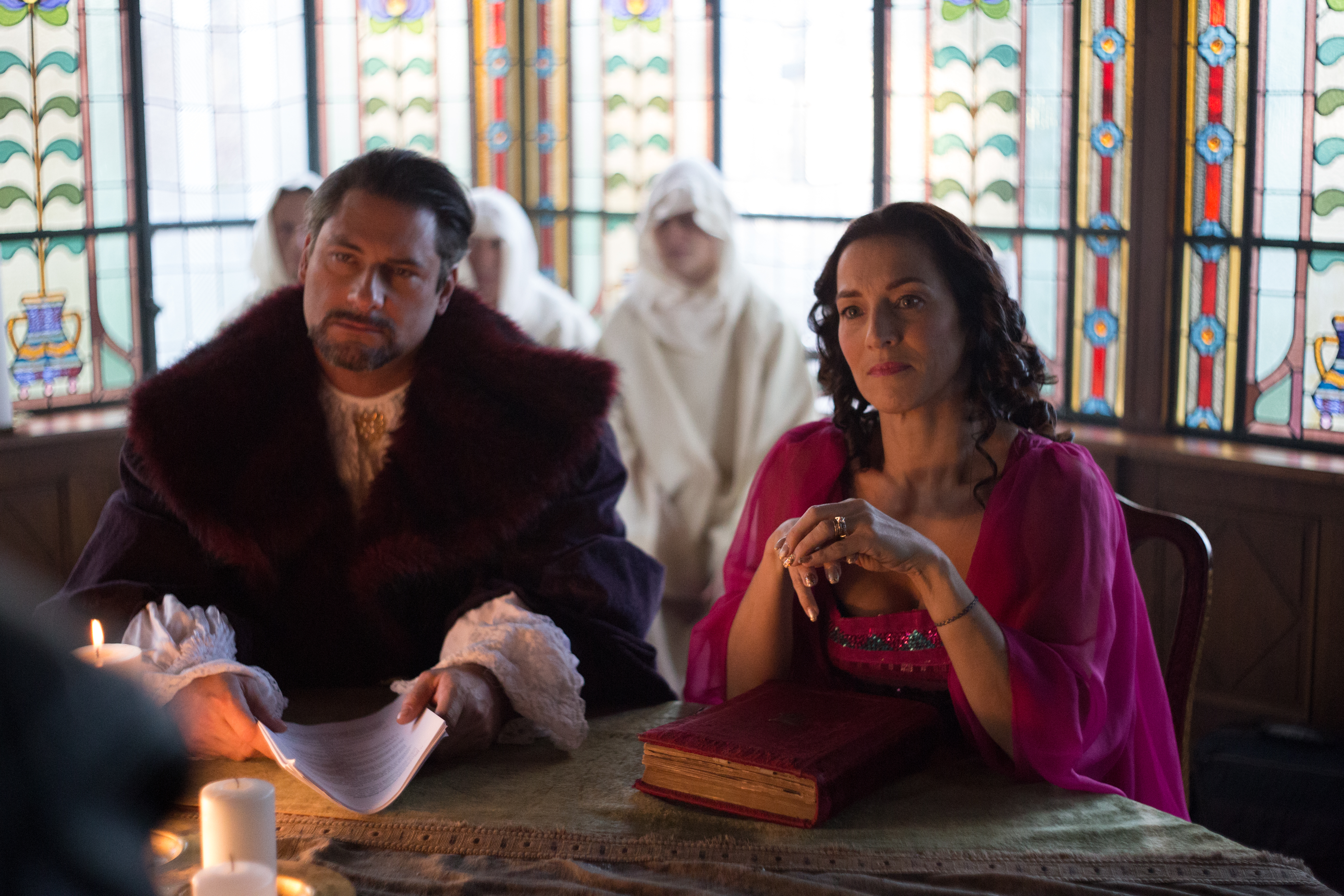
Níyer és Catrin
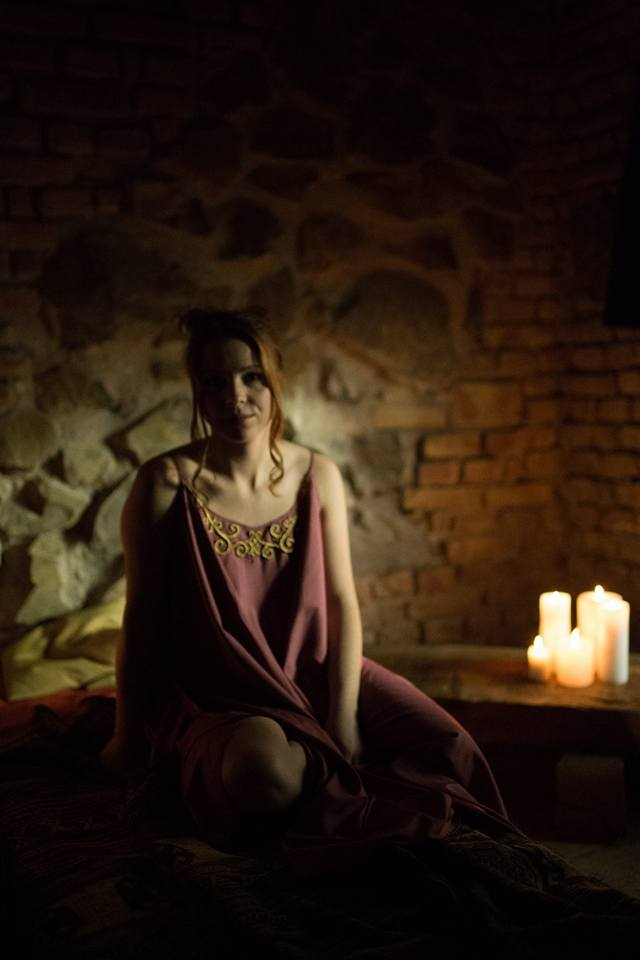
Renáta

## Háttér
Pozsgait Hafenscher Károly kérte fel a film elkészítésére, mégpedig a reformáció ötszázadik évfordulójára készülve, témaként Kálvin és Ignác alakjának összekapcsolását megjelölve. A filmet stúdió helyett a Baranya megyei Bikalon egy élménybirtokon forgatták, 2018 januárjában.

## Elismerések, díjak

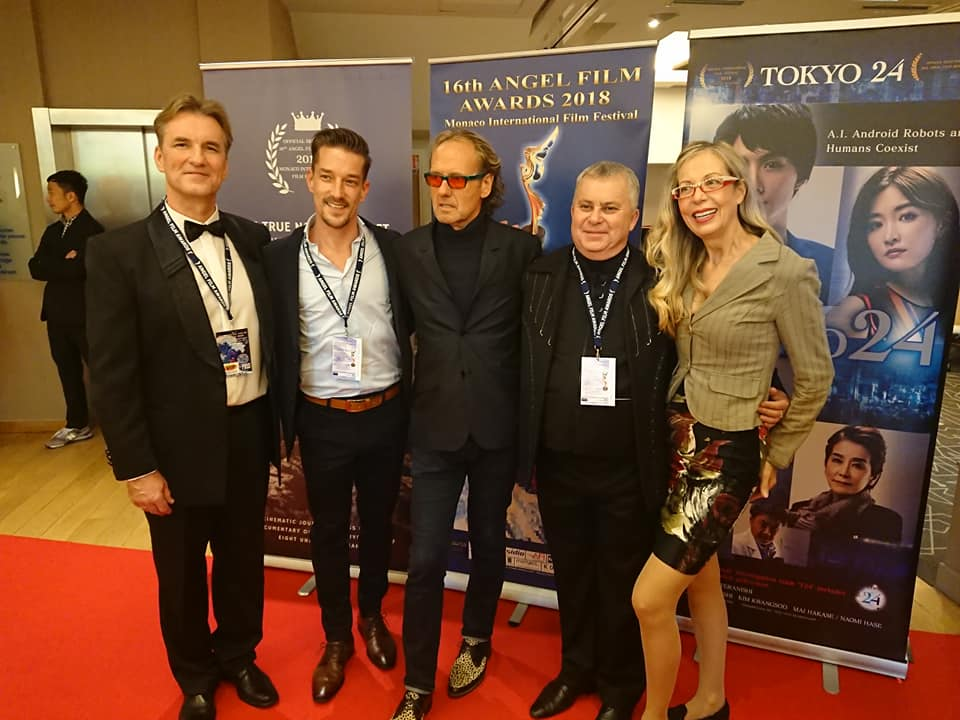
Dino R. Bentley és Rosana Golden, a Monaco International Film Festival igazgatói a két főszereplő – Szabó Máté és Lux Ádám, valamint a rendező – Pozsgai Zsolt – társaságában a díjátadó után

A II. Hét Domb Filmfesztivál Emlékőrző-díját (együtt Szuchy Zsuzsanna: Hová tűnt Mocsáry őrnagy? és Osgyáni Gábor: Be nem gyógyult sebek filmjével), majd az Argentínában megrendezett keresztény filmek világfesztiválján, a Jesus Film Festen elnyerte a legjobb külföldi filmnek járó elismerést és a zsűri különdíját (magyar film először nyert fődíjat ezen a fesztiválon), a Monacói Nemzetközi Filmfesztiválon a legjobb játékfilmnek járó fődíjat, míg a Kolkatai Nemzetközi Kult Filmfesztiválon a legjobb filmnek járó díjat (Arany Róka) kapta meg. A Switzerland International Film Festivalon 65 ország 89 filmje közül nyerte meg a legjobb drámai alkotásnak járó díjat.
2019 elején a kritikusok díját nyerte el a dél-ázsiai Aranykor Nemzetközi Művészfilm Fesztiváljának (L’Age d’Or International Arthouse Film Festival, LIAFF) januári fordulójában. Márciusban az ecuadori San Antonio Nemzetközi Filmfesztiválon Best Fiction Feature kategóriába díját, júniusban pedig az Alaska Film Awards nemzetközi fesztivál fődíját, az „Északi Fény Kirobbanó Tehetség Díja" elismerést vitte el. Utóbbival majdnem egyidőben a jakartai világfesztiválon Arany Díjat, mint legjobb európai film. Ugyanekkor magát a rendezőt is díjazták, a legjobb rendező elismeréssel. A 2019-es Five Continents International Film Festivalon a legjobb jelmez (Húros Annamária), legjobb világítás (Bendiner Zoltán) és a legjobb képi világú film kategóriákban győzedelmeskedett, az International Christian Film and Music Festivalon pedig a Catrint alakító Fésűs Nelly.